# 제24회 서울 국제 만화 애니메이션 페스티벌
제24회 서울 국제 만화 애니메이션 페스티벌은 2020년 11월 11일에 열린 시상식이다.

## 수상 및 후보

### 경쟁장편부문
- 스트라이크 - 트레볼 하디 수상
- 더 롱레그 - 메르세데스 모레이라
- 스푸키즈 더 무비 - 김봉호
- 야콥과 미미와 말하는 개 - 에드먼즈 얀손스

### 경쟁단편부문
- 더 콰이어트 - 라데야 제가데바 수상
- 끈 - 디나 벨리코브스카야
- 나, 바르나베 - 장-프랑수아 레베스크
- 마음의 노래 - 비에르 네브
- 민달팽이는 왜 다리가 없을까 - 얄린 회첼리
- 보리야 - 민성아
- 지나가는 사람 - 피터 쿠디저
- 마스코트 - 김리하
- 연어남 - 베로니카 L. 몬타뇨 외 2명
- 우주 비행사 - 카스파 얀시스
- 웨이드 - 우파마뉴 바타차리야 외 1명
- 지구는 평평할지 모르지만 우리는 모두 함께 그 위에 있다! - 아르네 하인
- 탄식의 소리 - 아탐 라쇼
- 프리즈 프레임 - 수트킨 베르스테켄
- 하트 오브 골드 - 사이먼 필리오

### 경쟁학생부문
- 보잘것없지만 - 클레망스 오테바에레 외 5명 수상
- 거인 - 에멜린 페네
- 딸기 사탕 - 니안즈 리
- 먼지 바다로 - 엘로이즈 펄레이
- 백마 - 유제 쉬에
- 별빛 속으로 - 엘리사 보난딘 외 2명
- 선한 의도 - 안나 만차리스
- 신기루 - 리나 베르코비치 외 1명
- 오렌지 - 류 위첸 외 2명
- 해리 - 마르쿠스 에버하르트
- 겨울 - 신 리
- 사운즈 굿 - 샌더 준
- 시냇물은 어디서 올까 - 발라 람 J
- 심금 - 이정호
- 인 비트윈 - 루카 타글리아리니
- 중력 - 마티세 곤잘레스
- 진주조개잡이 - 마르그레테 다니엘센
- 캐러멜 무법자 - 응히아 부이 쭝 외 6명
- 플레이온 - 고동환 외 2명
- o28 - 오탈리아 코세 외 5명

### 경쟁 시카프 키드 부문
- 작은 새와 벌 - 레나 본 도렌 수상
- 늑대야! - 줄리 렘보빌
- 더 픽 - 사토시 다카하시
- 메이자 - 아서 놀렛 외 5명
- 멜팅 하트 케이크 - 브누아 슈
- 와일드 레아 - 마리아 테레사 살체도 몬테이로
- 킬링타임 - 카밀 기요 외 5명
- 토요일 클럽 - 존 맥다이드 외 1명
- 패치워크 스파이더 - 안길라 스테픈
- 하늘을 날고 싶은 작은 배 - 예카테리나 필립포바
- 하지만 우리는 슈퍼 히어로가 아니다 - 리아 베르텔스

### 경쟁커미션드부문
- BT21 유니버스 - 브라운 스튜디오 수상
- 그런 거지 - 후안 파블로 자라멜라
- 레니 메이크 썸띵-'턴미온(feat.ARCX)' - 김준하
- 막을 수 없는 왕국 - 엘리제 켈리
- 뭐라고 부르든 - 모스 스튜디오
- 시마코와 행운의 부엉이 - 야마시타 노부히로 외 1명
- 아브라카 - 크리스토프 버틀리 외 1명
- 이기의 모험 - 베로니카 월렌베르크
- 포톤스 - 마티나 콜로네
- 하프바드 벌레의 신화 - 아쉬가르 사파르 외 1명
- 핸디코-다운증후군 - 막심 그리드 외 1명

### 시카프 초이스
- 숨즈 오디세이 - 줄리엔 비사로 수상
- 400Mph - 폴-유진 댄노드 외 5명
- 곰저씨 - 박세희
- 심해의 무지개 - 수키카라 마키코 외 1명
- 마샤와 곰: 나는 누구? - 나탈리아 말기나
- 산이 좋아요 - 브렛 주빈빌
- 얼음 아래 - 밀란 볼라드 외 5명
- 엘사와 밤 - 존스 멜그렌

### SICAF KoAni
- 마스코트 - 김리하 수상

### 월드 포커스
- 깊은 우울 - 옥사나 쿠르마즈
- 몽크 - 사쉬코 다니렌코
- 송버드 숍 - 아나톨리 라브레니신
- 숲 속 노래 - 안드레이 나우멘코
- 어둠이 될 때까지 - 아나스타시아 팔레라이에바
- 이프 유 캔 - 한나 로렉
- 커넥트 - 옥사나 쿠르마즈
- 코드 - 올렉상더 부노브

### 시카프 레전드
- 2020년 우주의 원더키디 특별영상 - 김대중

### 리더필름
- 리더필름 - SICAF

### 공로상
- 심상일 수상
- 임청산 수상

### 애니메이션어워드 - 작품상
- 보토스 패밀리 - 콤마스튜디오 수상

### 애니메이션어워드 - 감독상
- 엄마까투리 - 정길훈 수상

### 애니메이션어워드 - 프로듀서상
- 신비아파트:고스트볼X의 탄생 두 번째 이야기 - 석종서 외 1명 수상

### 애니메이션어워드 - 애니메이터상
- 라바 아일랜드 - 조용철 수상

### 애니메이션어워드 - 캐릭터디자인상
- 좀비덤 - 이태우 수상

### 애니메이션어워드 - 아트디렉터상
- 레드슈즈 - 이석기 수상

### 코믹어워드 - 만화작품상
- 노블레스 - 손제호 외 1명 수상

### 코믹어워드 - 올해의 한컷상
- 평화 - 김평현 수상

### 코믹어워드 - 글로벌 이슈상
- 나혼자만 레벨업 - 장성락 외 2명 수상

### 코믹어워드 - 어린이 만화상
- 나리 나리 고나리 - 류승희 수상